# Буньково (Тюменская область)
Буньково — село в Упоровском районе Тюменской области. Административный центр Буньковского сельского поселения. Расположено на реке Емуртла. Расстояние до областного центра города Тюмени 163 км, районного центра села Упорово 23 км.

## Административная принадлежность
- 1710 год — Сибирская губерния, Тобольский уезд, Суерский острог. Первое упоминание о деревне Буньково.[2]
- 1720 Сибирская губерния, Тобольский уезд, Ялуторовский дистрикт, Суерский острог.[3]
- 1782 Тобольское наместничество, Ялуторовский уезд, Суерский острог.[3]
- 1796 Тобольская губерния, Ялуторовский округ, Суерская волость.[3]
- 1884 Тобольская губерния, Ялуторовский округ, Коркинская волость.[3]
- 1898 Тобольская губерния, Ялуторовский уезд, Коркинская волость.[3]
- 1909 Тобольская губерния, Ялуторовский уезд, Голопуповская (Петропавловская) волость.[3]
- 1912 Тюменская губерния, Ялуторовский уезд, Петропавловская волость.[3]
- 1919 Тюменская губерния, Ялуторовский уезд, Петропавловская волость, Буньковский сельский совет.[3]
- 03.11.1923 Уральская область (РСФСР), Тюменский округ, Суерский район, Буньковский сельский совет.[3]
- 08.08.1930 Уральская область (РСФСР), Суерский район, Буньковский сельский совет.[3]
- 01.01.1932 Уральская область (РСФСР), Упоровский район, Буньковский сельский совет.[3]
- 17.01.1934 Челябинская область, Упоровский район, Буньковский сельский совет.[3]
- 07.12 1934 Омская область, Упоровский район, Буньковский сельский совет.[3]
- 14.08.1944 Тюменская область, Упоровский район, Буньковский сельский совет.[3]
- 01.02.1963 Тюменская область, Ялуторовский район, Буньковский сельский совет, село Буньково.[3]
- 12.01.1965 Тюменская область, Заводоуковский район, Буньковский сельский совет.[3]
- 30.12.1966 Тюменская область, Упоровский район, Буньковский сельский совет.[3]
- 21.12.2005 Тюменская область, Упоровский район, Буньковское сельское поселение.[3]

## Историческая справка
Первое упоминание о Буньково относится к 1710 году в «Переписной книге переписи Тобольского „по выбору“ дворянина Василия Савича Турского». Основал Буньково Никифор Васильевич Бунков р. 1675, пришел он с Урала Верхотурского уезда. В 1749 году по приказу правительства производилась перепись пограничных поселений, выяснялась численность в них мужчин от 16 до 50 лет и наличие у них оружия. «Деревня Бункова расстояние от оного острога десять верст, которая построена над речкой Емуртлой в ней имеетца дворового строения четыре двора, крестьян от шестнадцати до пятидесяти лет восемь человек. У них по объявлению собственного огненного ружья никакого не имеетца».
- Зинины пришли в Буньково в 1720—1730-е годы. Зинин Василий Антонович является прародителем всех Зининых села Буньково. В 1762 году в Буньково Зининых проживало 6 человек, 1782-18 чел.; 1897 году-73 чел. В 1930-е годы из рода Зининых раскулачены и высланы за пределы Тюменского округа 4 чел., расстрелян 1 чел., в годы Великой Отечественной войны ушли на фронт 5 чел. из них 2 чел. не вернулись.[5]
- Род Золотухиных в Упоровском районе начался от Фомы Золотухина, родился 1670 году, жили они в деревнях Ивана Черного, Чернышова, Скородуме, Буньково, Осеева, Новая Нерпина, Угренинова, Бызово и Упорово. В Буньково Золотухин Герасим Сидорович с семьей переехал из Скородума в начале 1800-х годов, с него начался род Золотухиных в селе Буньково.[5]
- Кунгурцев Федор Федорович (1737—1809) переехал из Ощеулова в Буньково 1792 году, с него начался род Кунгурцевых в селе Буньково.[5]
- Лесковы переехали из деревни Калинина в Буньково вначале 1860-х гг.[5]
- Семья Панькова Тимофея Максимовича (1681—1770) пришла из Соликамского уезда Сибирской губернии в деревню Новая Шадрина 1710—1720-е годы. Его внук Паньков Василий Иванович (1727-24.10.1803) переехал из деревни Новая Шадрина в Буньково в начале 1790-х годов, с него начался род Паньковых в селе Буньково.[5]
- Худышкины: Петр Анисимович, Василий Ефимович и Федор Ефимович переехали из Ощеулова в Буньково 1786 году, с них начался род Худышкиных в селе.[5]
- Чирятьевы переехали из деревни Скородум в Буньково в конце 1860-х годов.[5]
- В 1911 году в Буньково была часовня, школа грамоты, 2 торговые лавки, один хлебозапасной магазин, пять ветряных мельниц, одна маслобойня, две кузницы, пожарная охрана.[5]
- В конце 1950-х начале 1960-х годов функционировала участковая больница, детский сад, дом культуры, библиотека, восьмилетняя школа, существовал колхоз «Колос», в начале 2000-х годов он распался.[5]
- Клуб построен в 1938 году на месте часовни в самом центре села, в 1950-е годы перестроен, в 2005 году его закрыли.[5]
- Изба-читальня открыта в начале 1930-х годов, в начале 1960-х годов переименована в библиотеку.[5]
- Телефонная стационарная связь появилась в середине 1930-х гг.[5]
- Сберегательная касса открыта в 1939 году при Буньковском почтовом отделении.[5]
- В годы Великой Отечественной войны ушли на фронт 56 человек из них 25 человек не вернулись домой.[5]

## Население
| 1710 | 1782 | 1816 | 1834 | 1858 | 1897 | 1989. | 2002 | 2010 |
| 29   | 52   | 129  | 175  | 209  | 367  | 530   | 448  | 476  |

## Церковь
Буньково относилась к приходу Богородицкой церкви Суерской слободы, в 1908 и 1909 годы к приходу Петропавловской церкви села Голопупова, расстояние до Суерской церкви 10 верст. По указу Тобольской Духовной Консистории от 28 сентября 1893 году в Буньково построена часовня со школою и помещением для учащихся, открылась в 1894 году. В клировых ведомостях написано, что «от часовни никакого дохода нет». Стояла она в центре села, где был клуб, а сейчас памятник воинам Великой Отечественной войны. Согласно постановлению Президиума Суерского РИК от 30 марта 1929 года часовня была закрыта, а здание передано под школу.

## Экономика

### Сельское хозяйство
В 1927 году в Буньково образован колхоз «Новое хозяйство». Председатели колхоза: Зинин Никита Алексеевич, 1929—1935; Худышкин Александр Иванович, 1935—1936, 1938—1939; Угренинов Корнил Артамонов 1940—1941; Зинин Нифантий Павловича 1942—1943; Худышкин Василий Максимов 1944—1945. В 1950 году колхоз «Смычка» (Короткова), «Новое хозяйство» (Буньково), им. Молотова (Осеева, Бугорки) объединили в один колхоз «Сибирь» с центром село Буньково. В 1957 году название колхоза «Сибирь» заменено на «Прогресс». В 1958 году колхоз «Прогресс» Буньковского сельского совета объединился с колхозом «Вперед» Моревского сельсовета в колхоз «Сибирь», в конце 1960-х годов переименован в колхоз «Колос». Он объединил деревни: Бугорки, Буньково, Короткова, Морево, Осеева и Петропавловка. В начале 2000-х гг колхоз «Колос» распался.

### База «Заготскот»
База «Заготскот» располагалась в лесу на берегу ручья Кичинга в 2 км от посёлка Механизаторов в 150 м от автодороги Буньково-Коркино. С 1820 по 1860 годы на этом месте была заимка господина Бабановского. База была создана в 1937 году для закупа скота у населения, колхозов и совхозов, в начале 1960-х годов перестала существовать.

### Лесопилка
Буньковская лесопилка образована в 1935 году. К 1990 году цех по переработке древесины был перебазирован в с.Упорово.

### Химлесхоз, Леспромхоз
Буньковский производственный участок по добыче живицы образован в 1957 году от Исетского химлесхоза. В 1970 году переименован в Заводоуковский леспромхоз, в 1973 году в Таповский леспромхоз. Ликвидирован в 1993 году.

## Образование
Церковно-приходская школа вместе с часовней открылась в 1894 году. Первой учительницей была крестьянская девица Мария Парфентьева из Суерки. После установления Советской власти в 1920 году в церковно-приходской школе был открыт детский приют. Дети сирот жили с воспитательницей Елизаветой Ананьевой Парфентьевой (из Бызово). В 1921 году во время кулацко-эсеровского мятежа она была жестоко убита. Буньковская школа носит её имя с 1967 г. С 1920 года школа размещалась в кирпичном здании, построенное в 1908 году Худышкиным Сергеем Федотовичем, в 1973 году переехала в новое кирпичное здание. В 1940 году Буньковская начальная школа преобразована в неполную семилетнюю школу, в 1961-в восьмилетнюю школу, в 1967-в среднюю школу.

## Транспортная инфраструктура
- Село расположено на автодороге Упорово-Буньково-Коркино.[5]
- Состоит из улиц: 50 лет Октября, Зеленая, Мира, Республика, Свободы.[5]
- В 1998 году построена асфальтированная дорога до Буньково, в 2006 году природный газ пришел в село.[5]

## Известные жители
Кунгурцев, Антон Герасимович — журналист, советский поэт.

## Галерея

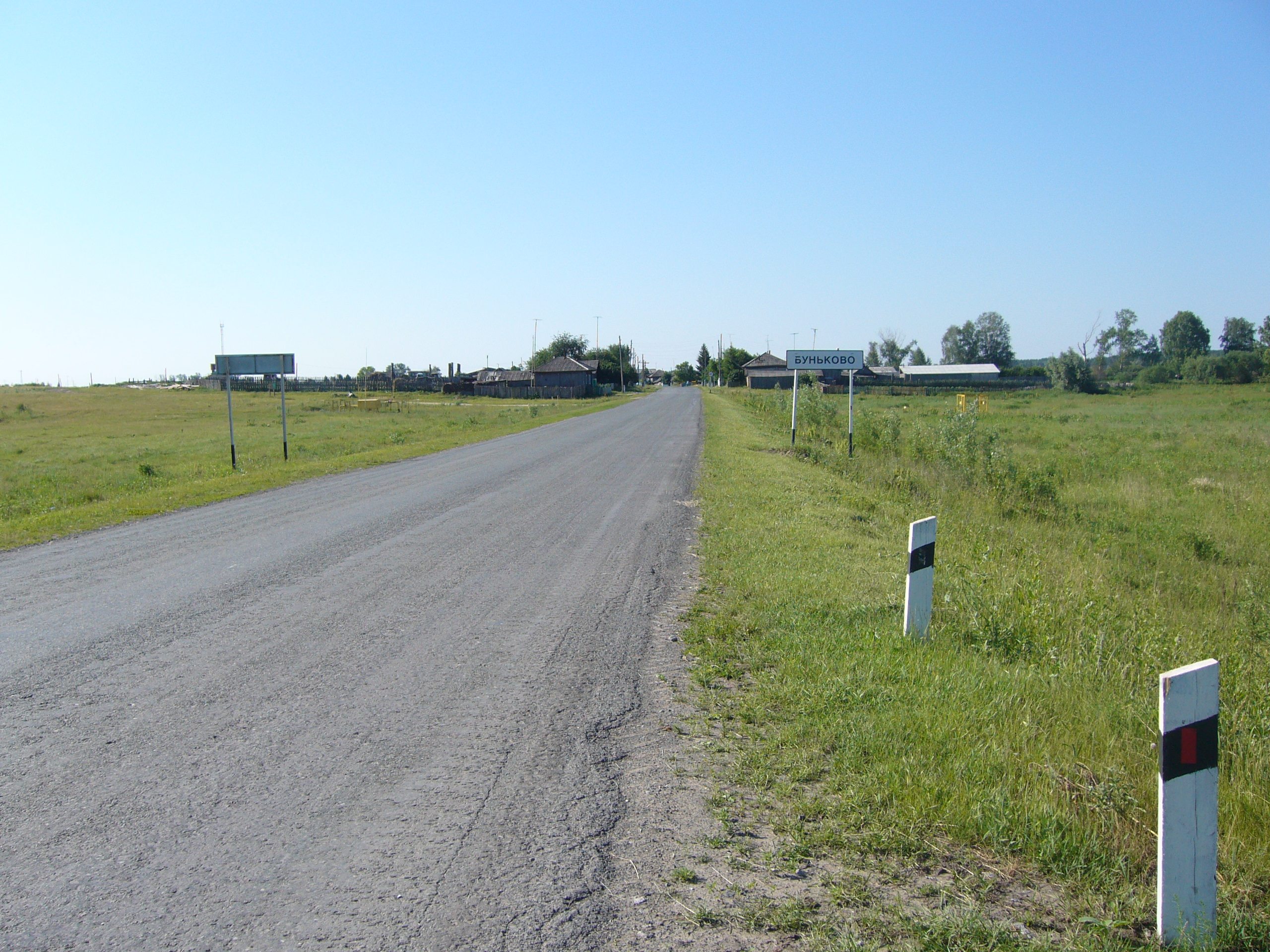
Буньково. 2012 г.
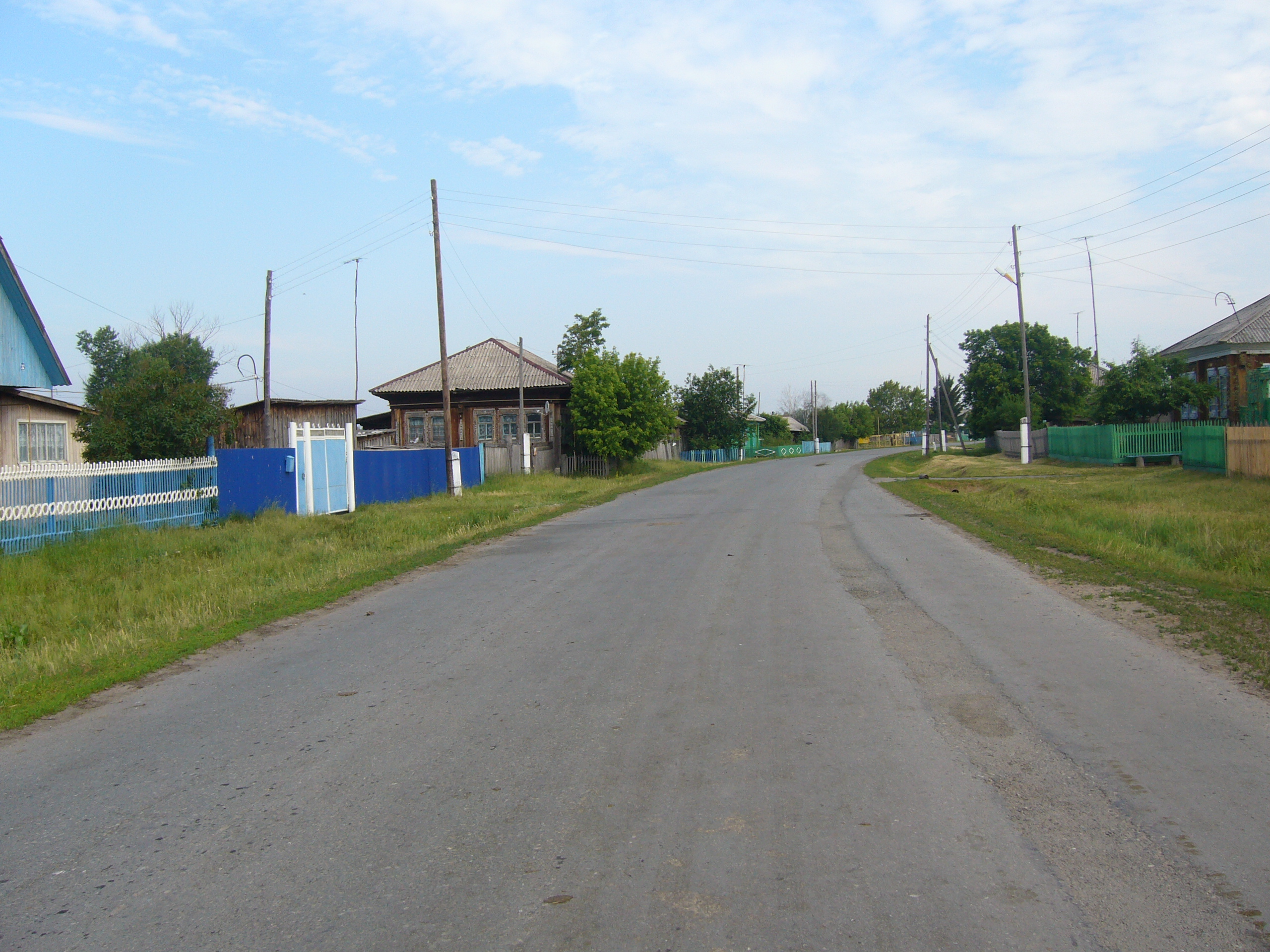
ул.Республики. 2012 г.
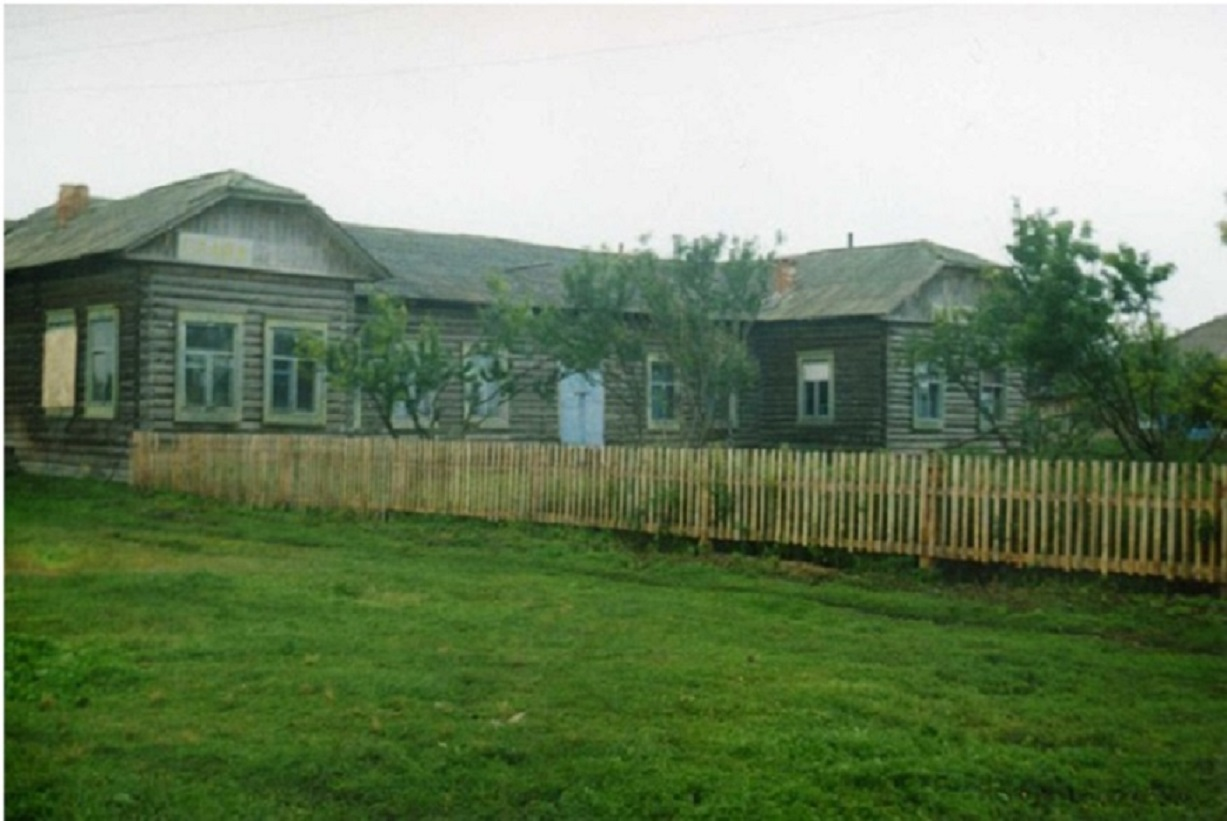
Клуб. 2002 г.
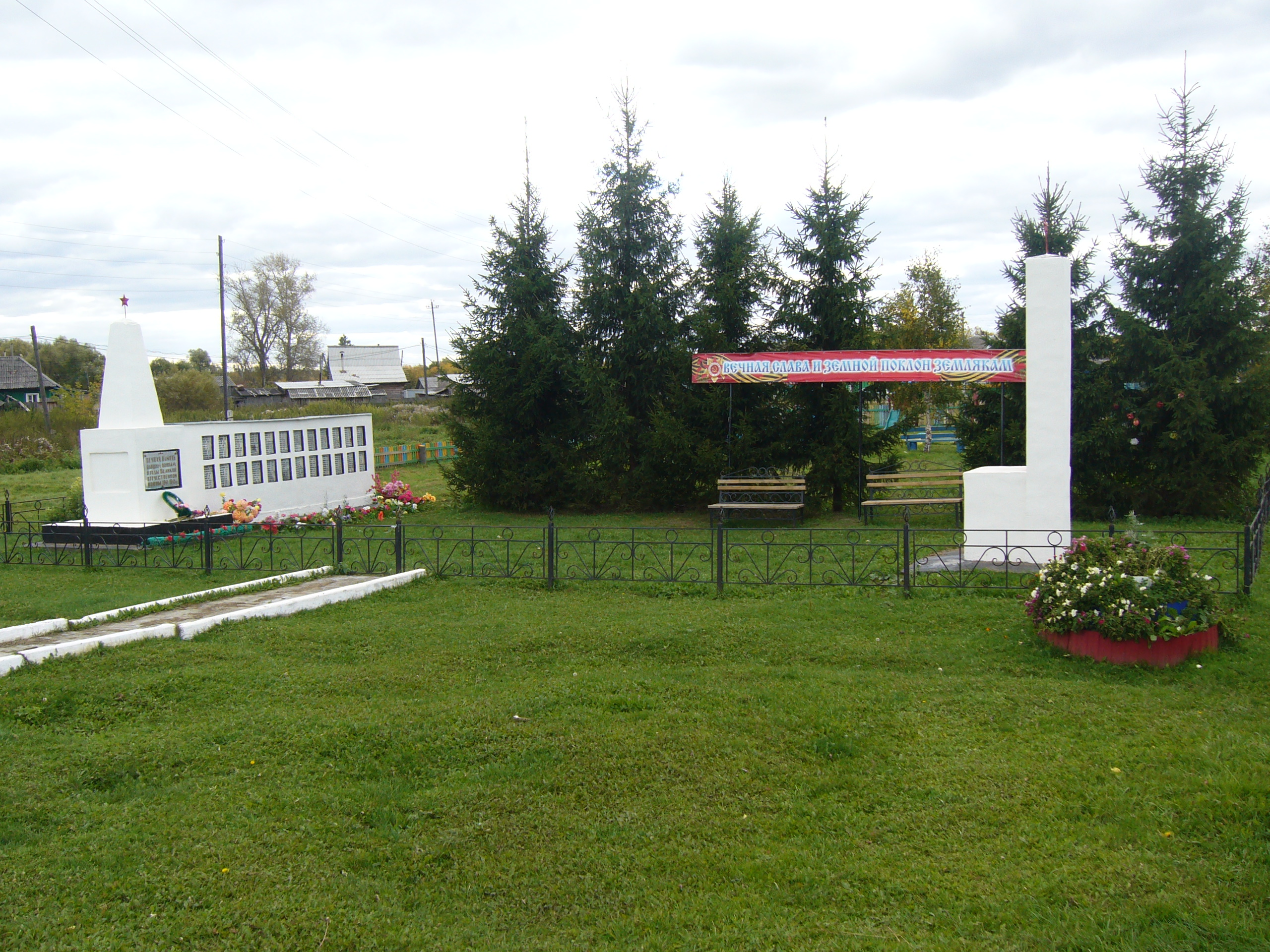
Памятник воинам Великой Отечественной войны. 2015 г.
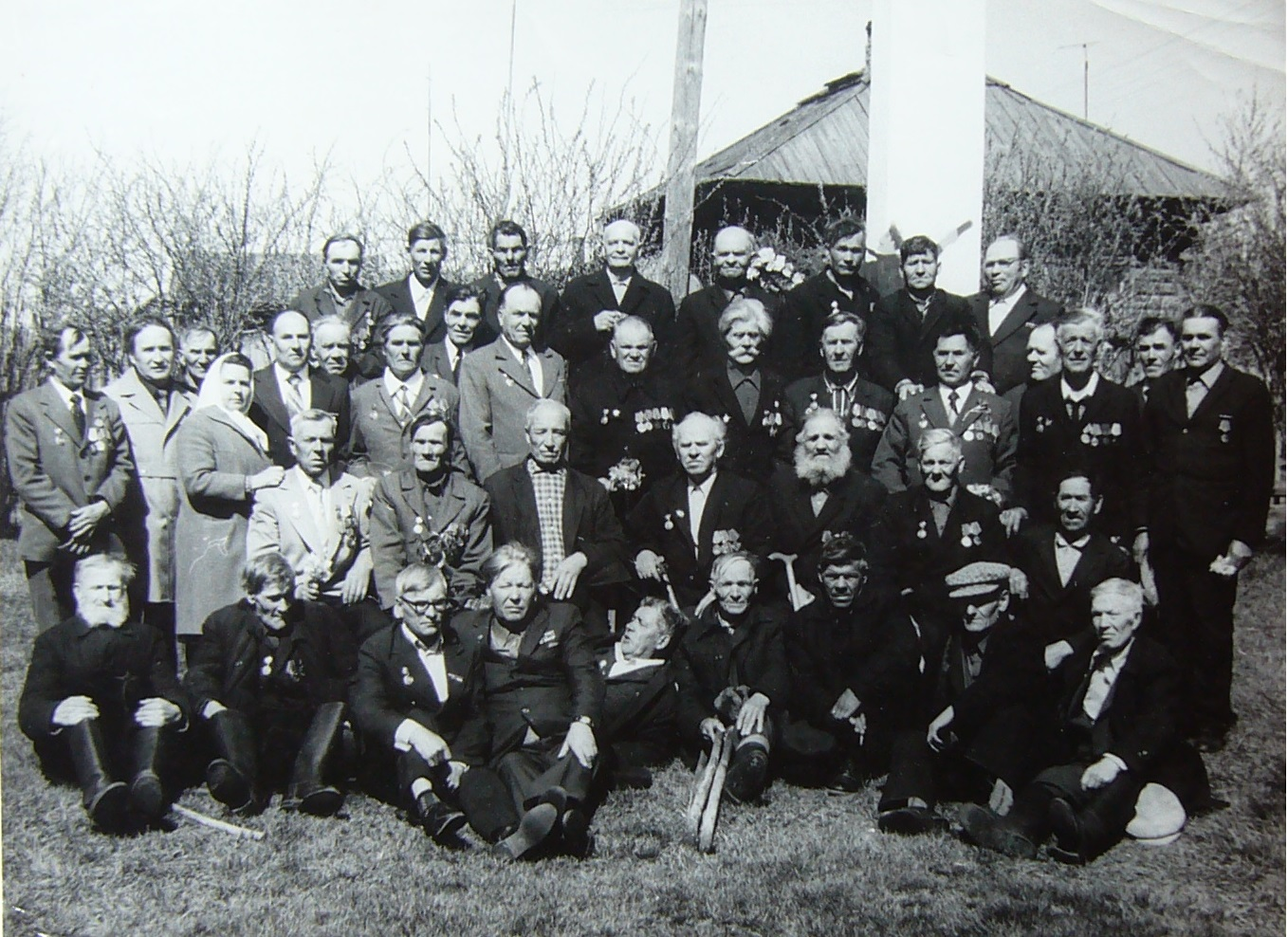
Ветераны войны, 9 мая 1977.
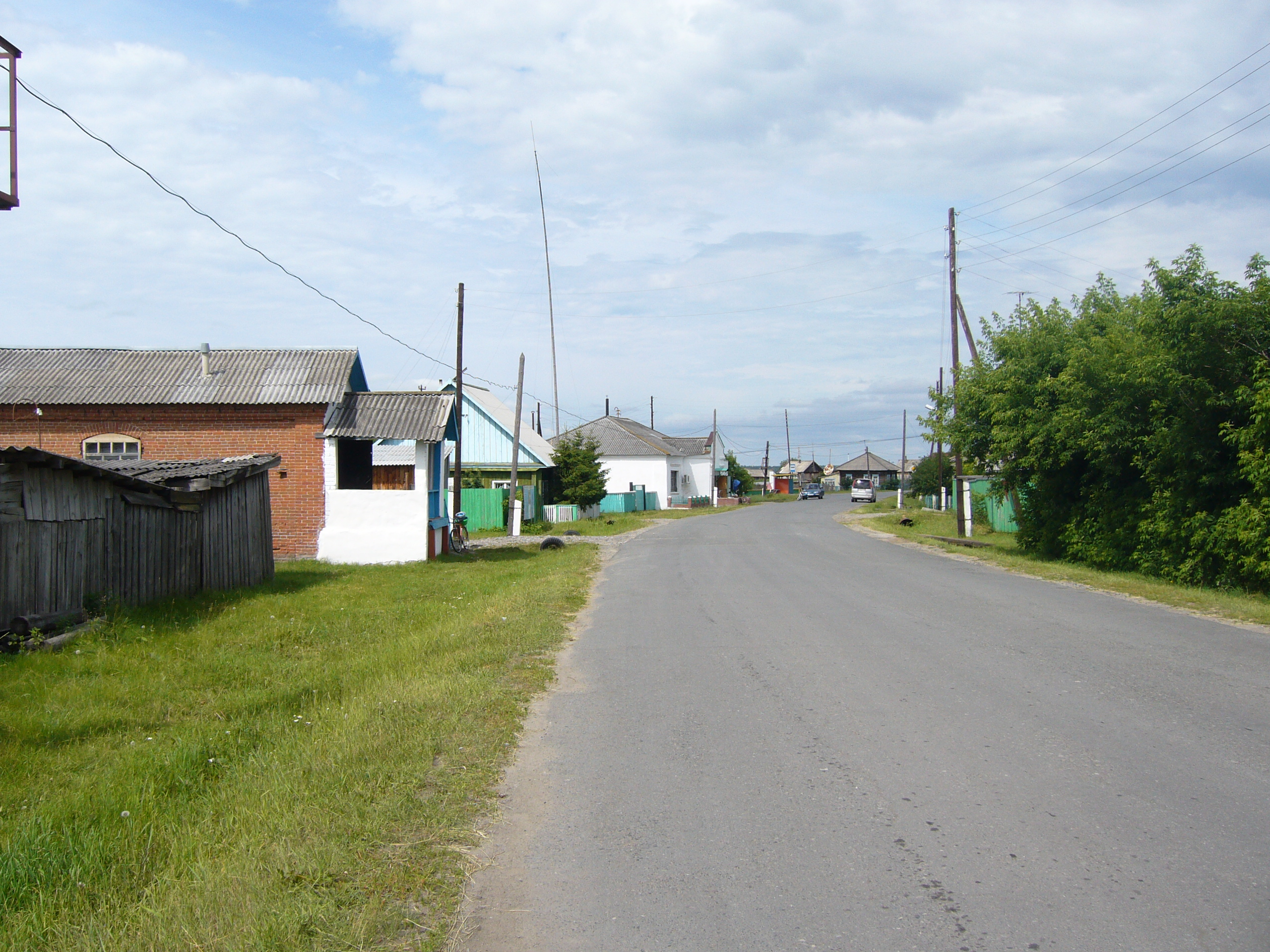
ул. Республики. 2011 г.
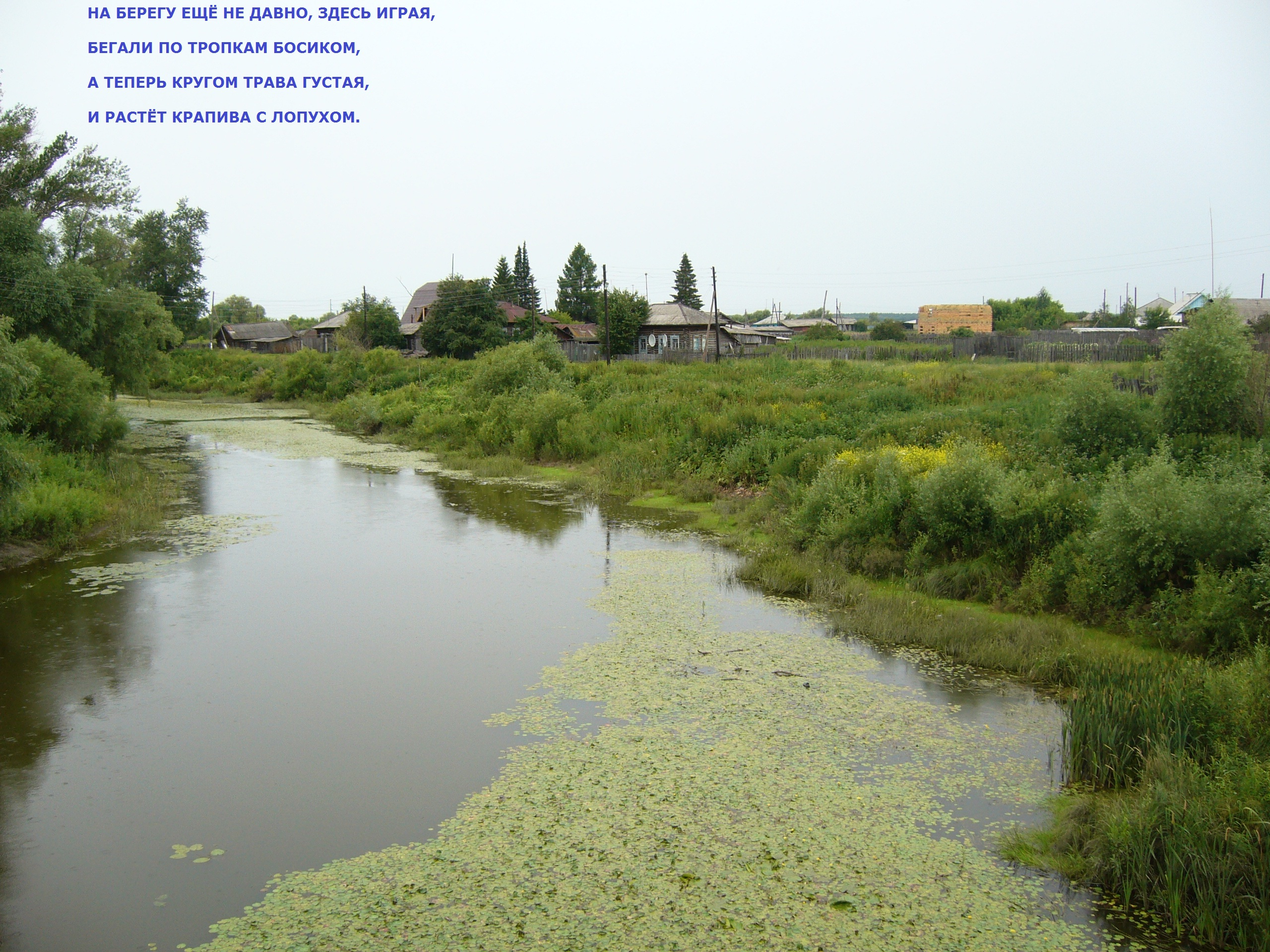
Река Емуртла. 2011 г.